# Delphyne Burlet
Delphyne Burlet (Chamonix-Mont-Blanc, 24 novembre 1966) è un'ex biatleta francese.
È moglie di Andreas Heymann, a sua volta biatleta di alto livello.

## Biografia
In Coppa del Mondo ottenne il primo podio, nonché primo risultato di rilievo, nel 1992 a Fagernes (2ª) e l'unica vittoria il 25 gennaio 2002 ad Anterselva.
In carriera prese parte a tre edizioni dei Giochi olimpici invernali, Albertville 1992 (9ª nella sprint, 6ª nell'individuale), Lillehammer 1994 (11ª nell'individuale, 3ª nella staffetta) e Salt Lake City 2002 (23ª nella sprint, 33ª nell'inseguimento, 26ª nell'individuale, 9ª nella staffetta), e a sette dei Campionati mondiali, vincendo tre medaglie.

## Palmarès

### Olimpiadi
- 1 medaglia:
  - 1 bronzo (staffetta[3] a Lillehammer 1994)

### Mondiali
- 4 medaglie:
  - 1 oro (gara a squadre[3] a Borovec 1993)
  - 1 argento (staffetta[3] a Borovec 1993)
  - 1 bronzo (staffetta[3] a Kontiolahti/Oslo 1999)

### Coppa del Mondo
- Miglior piazzamento in classifica generale: 6ª nel 1993
- 10 podi (4 individuali, 6 a squadre[2]), oltre a quelli ottenuti in sede olimpica e iridata e validi anche ai fini della Coppa del Mondo:
  - 1 vittoria (a squadre)
  - 3 secondi posti (2 individuali, 1 a squadre)
  - 6 terzi posti (2 individuali, 4 a squadre)

#### Coppa del Mondo - vittorie
| Data            | Località   | Nazione | Spec.                                                      |
| --------------- | ---------- | ------- | ---------------------------------------------------------- |
| 25 gennaio 2002 | Anterselva | Italia  | RL (con Sylvie Becaert, Sandrine Bailly e Corinne Niogret) |

Legenda:

RL =staffetta